# وس وسبرگ
وس وسبرگ (انگلیسی: Wes Wessberg؛ زادهٔ ۲۷ ژوئن ۱۹۳۹) دوچرخه‌سوار اهل ایالات متحده آمریکا است. وی در بازی‌های المپیک تابستانی ۱۹۶۸ شرکت کرده است.